# Джин Ерсо
Джин Ерсо (англ. Jyn Erso) — вигадана персонажка зі всесвіту Зоряних війн та головна героїня фільму Бунтар Один. Зоряні Війни. Джин є донькою Гелена Ерсо, одного з інженерів проєкту «Зірка смерті». Після розлучення та смерті її батька, була всиновлена Со Гарерою та пізніше приєдналась до Альянсу повстанців для викрадення креслення Зірки смерті, всередині якої її батько заклав дефект, завдяким якому Люк Скайвокер зумів її знищити у четвертому епізоді. Вперше з'явилась у романі Каталіст: Бунтар Один, де вона представлена в образі дитини.

## Історія
Джин Ерсо вперше з'явилась в образі дитини у романі Каталіст: Бунтар Один, що вийшов в листопаді 2016 року, за місяць до виходу фільму. В романі розповідається, як командир-лейтенант Республіки Орсон Креннік рятує свого друга Гелена Ерсо разом зі своєю родиною та надає їм роботу вчених для розробки енерго-технології з використанням кайбро кристалів, яка використовувалась би в альтруїзтичних цілях. Розслідування було необхідне для успішного створення секретної надзброї Імператора Палпатіна, Зірка смерті. Гелен та його дружина Ліра почали підозрювати Кренніка у нього прихованих мотиваціях та створили план втечі разом зі своєю донькою.

### Фільм
Джин Ерсо, донька Гелена Ерсо, науковця який силомічь для Імперії розробляв зброю абсолютного знищення під назвою Зірка смерті. Будучи дитиною, вона втікла з дому коли її мати була вбита, а батько взяти в полон імперськими військами під командуванням Орсона Кренніка. Тоді ж, вона була всиновлена Со Гарерою, повстанцем-партизаном, що веде підривну діяльність проти Імперії.

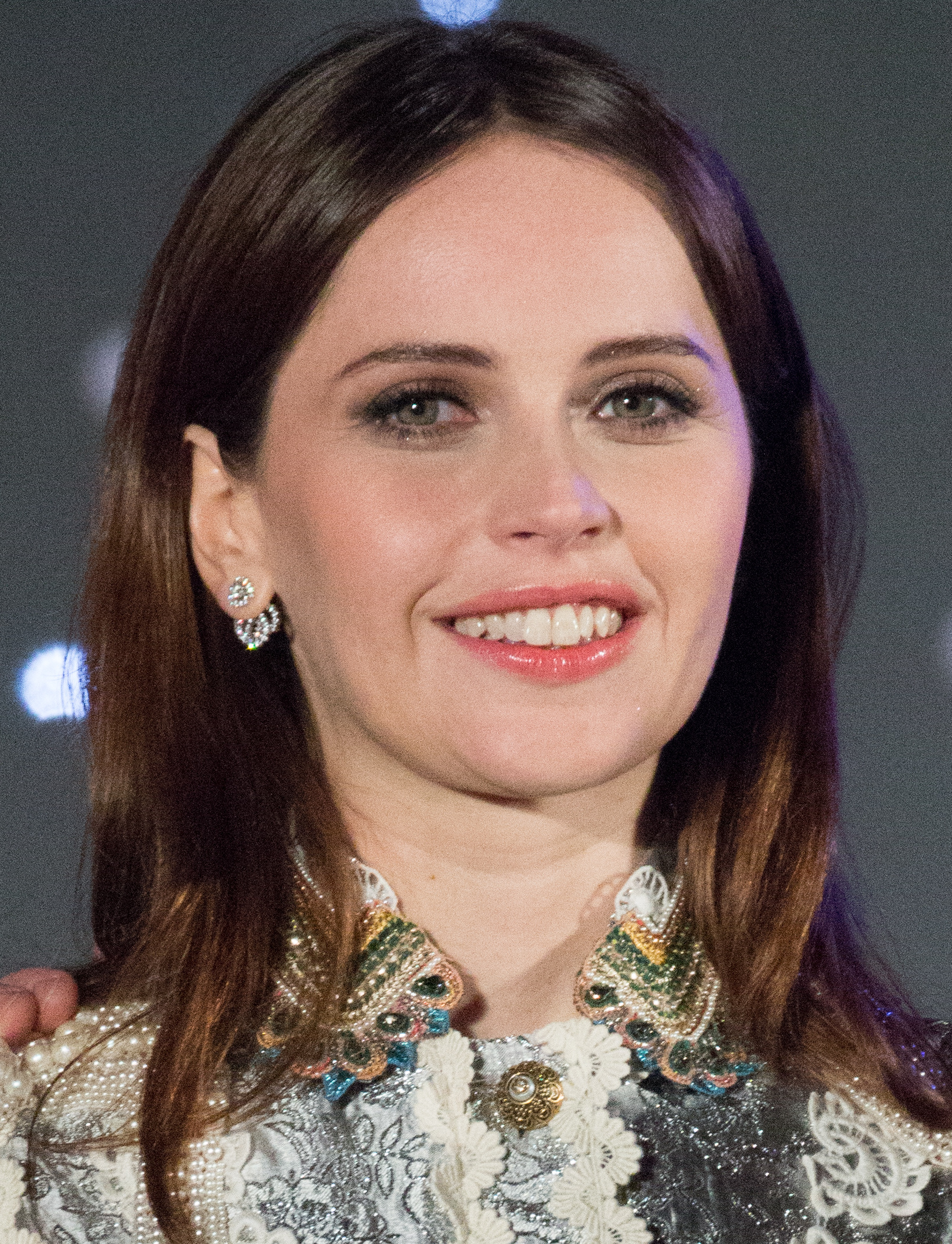
Фелісіті Джонс, акторка яка зіграла роль Джин у фільмі

Через декілька років, її під час операції знаходять повстанці з Альянсу, звільняючи її з імперського вантажу. Звільнили вони її з метою зв'язатись Со Гарерою для отримання інформації про імперську зброю масового знищення. Разом з капітаном розвідки Альянсу Кассіаном Андором та його запрограмованим імперським дроїдом K-2SO вони відправлються до пустельної планети Джеда, де вони потрапляють в полон та зустрічаються з Гарерою. Останній показує голограмне повідомлення від її батька про дефект в систему Зірки смерті завдяки якій її можна буде знищити. Джин та її напарники рятують імперського пілота Бодхі Рука, який передав повідомлення разом з двома увязненими. В цей час, директор Креннік для тестування Зірки смерті наказує навести промінь ураження на столицю планети Джада. Джин, Кассіану та іншим вдається втікти на кораблі коли їх майже наздоганяє ударний імпульс від вистрілу станції.
Пізніше вони знаходять Гелена на заводі планети Аеду. Джин вдається на мить воз'єднатися зі своїм батьком, перш ніж від помирає на її очах після атаки повстанських літаків та базу. На базу планети Явін, Джин пропонує почати операцію з вкрадення креслення Зірки смерті розташованої в імперській військової бази на планеті Скаріф. Рада повстанців н е підтримує її ініціативи, однак Кассіан підтримує її та збирає групу повстанців і разом вони таємно починають операцію під назвою Бунтар Один. Їй та Кассіану вдається прократися до будівлі та вкрасти креслення станції, однак група несе величезні врати під час наземних битв зі штурмовиками. Їм зрештою вдається передати креслення Альянсу. Пізніше, Таркін наказує запустити промінь Зірки смерті на базу Скаріфа. Джин та Кассіан разом обіймаються, перш ніж вони обидва гинуть від імпульсу промення бойової станції.

## Інші появи
Вона також з'являється у новелізації фільму Бунтар Один, створеного Александром Фрідом. Разом з цим, одинацятирічна Джин разом з Со Гарерою з'являються в новелізації фільму Соло. Зоряні Війни. Історія.

## Кастинг
В січні 2015, Hollywood Reporter повідомило, що декілька акторок, включаючи Тетяну Маслані, Руні Мару та Фелісіті Джонс, були обрані на кастинг до головної ролі фільму Бунтар Один. В лютому 2015, було повідомлено що Фелісіті Джонс завершила перемовини щодо зніманні у фільму, її офіційна участь у фільмі була анонсована в 12 березні того ж року.

## Відеоігри
Джин є ігровим персонажем в екшен-шутері Star Wars Battlefront, з'явившись в ігровому доповленні Rogue One: Scarif в 2016 році.

## Сприйняття
Американський журналіст та культурний критик Ентоні Олівер Скотт з'явив видавництву The New York Times, що «Фелісіті Джонс стала хорошим доповненням до стандартних сильних та розумних героїн Зоряних війн». Девід Ехрліч порівняв Джин з Рей з сьомого епізоду франшизи, та описав ту як «не відрізняється від блідої та щасливої героїні епізоду VII за винятком її привілейованого розчарування».